# Strathocles magnipilosa
Strathocles magnipilosa là một loài bướm đêm trong họ Noctuidae.